# くまもと経済
くまもと経済（くまもとけいざい）は、熊本県の経済情報を掲載する月刊誌。および、発行元の株式会社地域情報センターと株式会社地域経済センターの屋号。

## 概要
毎月月末に発行。熊本県内の企業情報やトップインタビューのほか、交通インフラや大型施設の建設などのグラビアなど。
創刊号は1971年、熊本商科大学の教授、長野敏一の還暦に熊本商、短大（語専含む）卒業生らが論文や随筆を寄稿しまとめたもの。
その後も年に数回発行し、1986年より月刊体制に移行。継続して発行している。

## 発行物

### くまもと経済
地域情報センターが発行する月刊の地域情報誌。

### COMPANIES
熊本県内の企業・団体の事業内容を掲載した情報誌。年に１度夏頃に発行される。企業の最新情報や詳細な資料が掲載されている。

### ESPRESSO
「濃厚で味わい深い大人の時間」を基本コンセプトにしたライフスタイルマガジン。2007年に発行後、春・秋の年に2回発行されている。

### 週刊経済
法人向けの週刊速報誌、地場の経済情報が掲載されている。

### 週刊政治レポート
週刊の政治情報誌。熊本県内の政治情勢が掲載。

### くまもと企業白書
県単位での企業年鑑。詳細な企業情報が掲載されている。年に１回発行。

## くまもと経済
特集
　月ごとに異なるテーマで熊本県内の経済状況をまとめるコーナー
インタビュー
　企業・行政などのトップインタビューを掲載するコーナー
グラビア
　熊本県内の催事、建設現場などを写真を使い紹介するコーナー
表紙の人
　表紙となった経済人のインタビュー。所属する団体の現状やプレイベートの内容まで掲載するコーナー
くまもとのお嬢さん
　県内で働く若い女性を紹介するコーナー